# Kulturlabor Stromboli

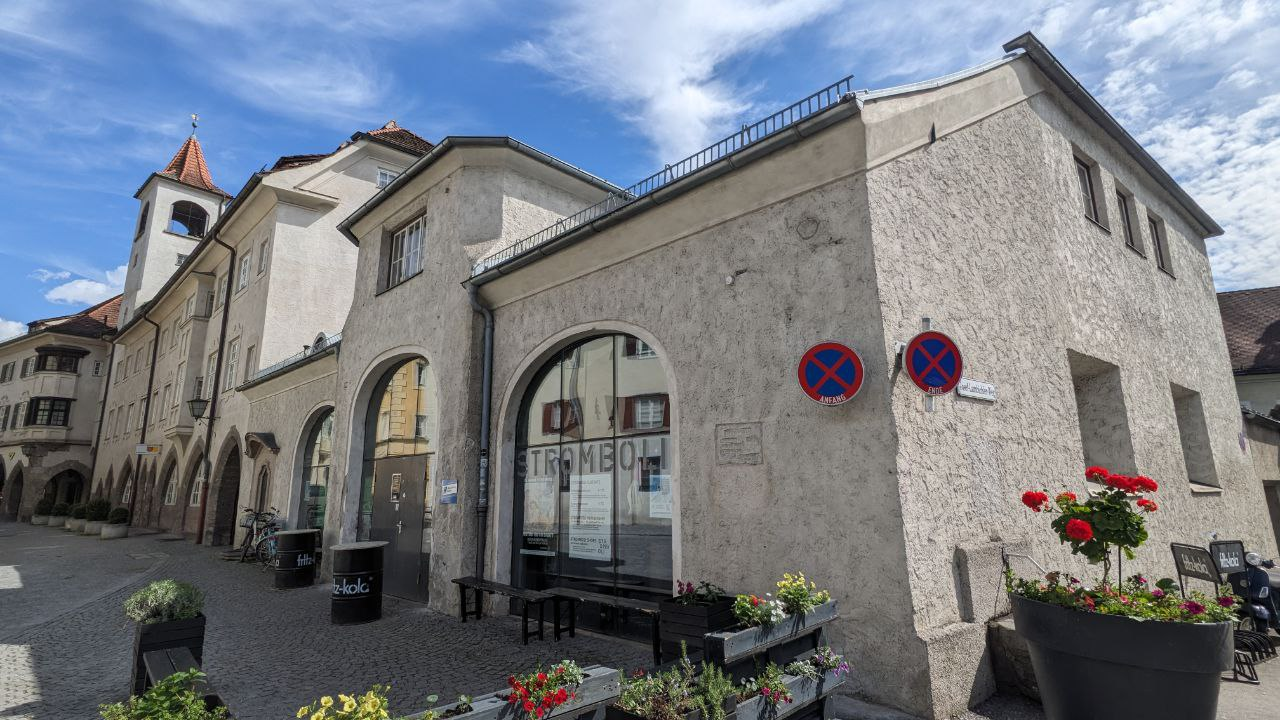
Das Kulturlabor Stromboli in Hall in Tirol (2024)

Als Kulturlabor Stromboli wird ein als Veranstaltungszentrum, Café und Büro genutztes Haus in der Krippgasse in Hall in Tirol bezeichnet. Das ins 14. Jahrhundert zurückgehende und ursprünglich als Feuerwehrhaus genutzte Gebäude steht unter Denkmalschutz. Betreiber des Veranstaltungszentrum ist der 1989 gegründete gleichnamige Verein.

## Geschichte

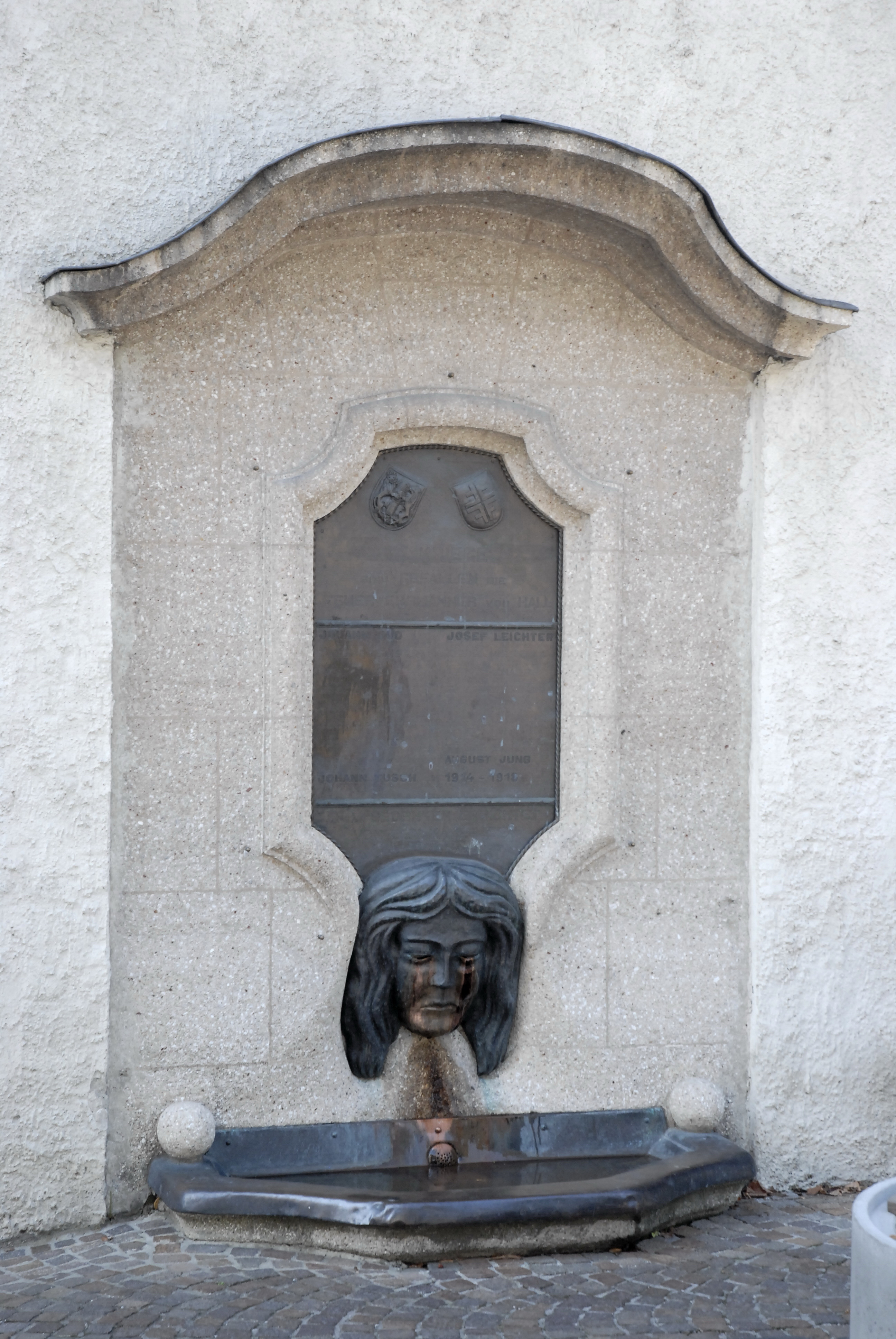
Hundebrunnen in der Krippgasse 11 in Hall in Tirol (2011)

Das ursprünglich als Feuerwehrhaus im 14. Jahrhundert errichtete Gebäude in der Krippgasse 11 ist Teil eines Ensembles von insgesamt 17 denkmalgeschützten Bürgerhäusern in der Haller Altstadt. Das frühere Feuerwehrhaus ist eingeschoßig und traufseitig zur Straße ausgerichtet. Es besitzt einen zweigeschoßigen turmartigen Mittelrisalit. Im Erdgeschoß sind drei Rundbogenöffnungen vorhanden und ein Geschäftseinbau von 1988. Teil des Gebäudes ist ein ebenfalls denkmalgeschützter Hundebrunnen.
1989 gründete eine Gruppe von etwa 25 Menschen das Jugendforum Hall, das im Sommer ein alternatives Stadtfest unter dem Titel Raus aus der Konserve veranstaltete. Es folgten weitere Projekte wie Fassadenrausch und In Bild und Ton. 1992 bezog die Gruppe das ehemalige Feuerwehrhaus, ein Jahr später folgte die Umbenennung zu Kulturlabor Stromboli, benannt nach dem sizilianischen Vulkan Stromboli. Erster Geschäftsführer war Tommi Lindtner, seit 2002 wird das Stromboli von Julia Mumelter geleitet.
Die rund 100 Veranstaltungen pro Jahr erstrecken sich über die Bereiche Musik, Theater, Literatur und Kabarett, es gibt zudem eine eigene Programmschiene für junges Publikum, sowie das aus dem Stromboli hervorgegangene Kindertheater Strombomboli, das bis 2018 aktiv war. In der Programmierung wird Nachwuchskünstlerinnen und Nachwuchskünstlern ein großer Raum gegeben, so spielte etwa die damals noch weitgehend unbekannte Soap&Skin eines ihrer ersten Konzerte im Stromboli.

## Veranstaltungsreihen

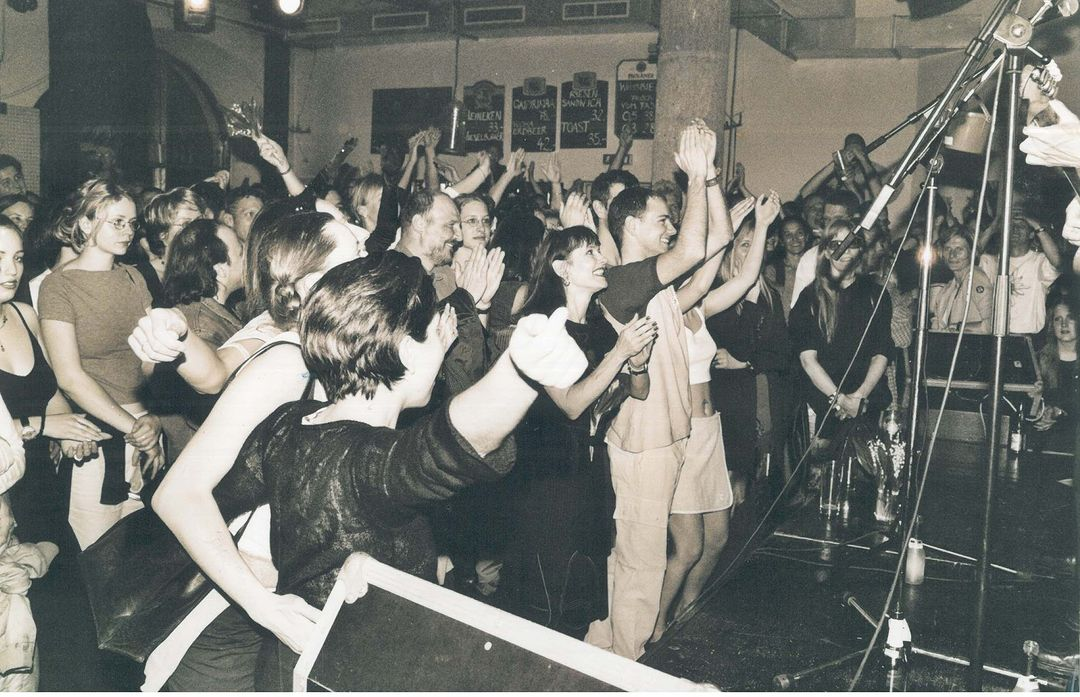
Strombo Visions Song Kon Test (1999)

Langjährige Veranstaltungsreihen waren unter anderem Verzogene Haller, A. Spittelbergers fabelhaftes Tanzcafé (später Spittelbergers Erben) mit Tonmeister Guggi, der Stromboli Visions Song Kon Test, das Newcomerband-Festival oder das von Robert Renk kuratierte Literaturprogramm namens LiteraturSTROM.
Aktuell regelmäßig stattfindende Veranstaltungsreihen sind die Quiz-Show What the Franz? mit Xaver Schumacher und Martin Fritz, Soundkillaz, der Stromboli Poetry Slam, der von Rebecca Heinrich moderierte Feminist Slam, Tanzen wie früher, das Stromboli Literaturfest und die Otto-Grünmandl-Schwerpunkte.
Das Stromboli ist seit 2020 ein Klimabündnisbetrieb.

## Rezeption
In einer wissenschaftlichen Befragung unter Tiroler Kunstschaffenden mit 42 Teilnehmenden wurde das Kulturlabor Stromboli mehrfach als hilfreiche Institution für die künstlerische Karriere sowie unter anderem neben dem Taxispalais als hilfreiche Präsentationsplattform genannt.